# Червоне Парутине
Червоне́ Пару́тине — село в Україні, у Куцурубській сільській громаді Миколаївського району Миколаївської області. Населення становить 273 особи.

## Населення

### Мова
Розподіл населення за рідною мовою за даними перепису 2001 року:
| Мова       | Кількість | Відсоток |
| ---------- | --------- | -------- |
| українська | 240       | 87.91%   |
| російська  | 27        | 9.89%    |
| гагаузька  | 3         | 1.10%    |
| румунська  | 2         | 0.73%    |
| білоруська | 1         | 0.37%    |
| Усього     | 273       | 100%     |